# Имущественный ценз
Иму́щественный ценз — один из видов избирательного ценза, требование к гражданам владеть движимым или недвижимым имуществом на определённую минимальную стоимость или платить налоги не менее определённой суммы для возможности осуществления своего пассивного или активного избирательного права. Вплоть до XIX века было распространено повсеместно, в XXI веке встречается редко, так как противоречит принципу равноправия граждан.
В современном языке термин Имущественный ценз может употребляться в значении установленных минимальных финансовых требований для осуществления какой-либо деятельности, например в финансовой сфере.

## История

### В Античности
Первоначально права жителей древних Афин отличались в зависимости от их происхождения. В середине VI века до нашей эры архонт Солон провёл реформу, согласно которой все граждане были разделены на 4 категории: 1) пентакосиомедимнов, имевшие доход более 500 медимнов зерна или 500 метретов вина или оливкового масла, 2) всадников, имевшие доход свыше 300 медимнов и способные содержать боевого коня, 3) зевгитов, обладавшие доходом от 200 медимнов, и 4) феты с доходом менее 200 медимнов. Высшие должности в полисе могли получать только пентакосиомедимны, средние — всадники и зевгиты, феты могли избирать, но сами не могли быть избранными на государственные должности. Для усиления вовлечёности граждан в общественные дела в Афинах времён Перикла бедным гражданам для участия в народном собрании выдавали деньги из казны в размере от 1 до 3 оболов, что составляло размер среднего заработка афинского ремесленника. Рабы были лишены избирательных прав в любом виде.
В Древнем Риме появление имущественного ценза связывают с реформами шестого и предпоследнего царя Сервия Туллия. По размеру имущества патриции и плебеи делились на пять классов с центуриями — электоральными группами римских граждан. Каждая центурия имела один голос в комициях. I класс заключал граждан, имевших не менее 100 000 ассов, II — 75 000, III — 50 000, IV — 25 000, V — 11 000 ассов. Свободные граждане, обладавшие собственностью на сумму менее 11 000 ассов назывались пролетариями и хоть и не были полностью лишены права участия в государственном управлении, были очень в нём ограничены — они составляли при подаче голосов в комициях всего одну центурию из 193. В дальнейшем выборные законы Сервия Туллия многократно менялись, так Октавиан Август произвёл генеральную «чистку» сената и ввёл для сенаторов высокий имущественный ценз: 1 200 000 сестерций, что превратило сенат в замкнутый правящий орган имперской аристократии, пользовавшийся особыми привилегиями.

### В Англии
В постсредневековой Европе Англия была первой страной, в которой появился парламент, а значит — избирательное право. Ещё с XIII века в стране наряду с Палатой лордов, место в которой передавалось по наследству из состава высшей знати, появилась Палата общин, в которую могли избирать и избираться относительно широкие (по тем временам) слои населения. Со временем выборное законодательство упорядочивалось и среди одного из главных критериев допуска к выборам стал имущественный ценз. Согласно закону 1430 года, активным избирательным правом могли обладать подданные королевства, получавшие со своей земельной или иной недвижимой собственности доход не менее 40 шиллингов в год. Избирательное право распространялось на пожизненных арендаторов (арендаторы на меньший срок к выборам не допускались), рантье, государственных служащих и иных получателей дохода от своей собственности. Со временем в результате инфляции сумма в 40 шиллингов стала очень незначительной, и она многократно корректировалась в сторону повышения.
В XIX веке в Англии имущественный ценз постепенно снижался, а количество избирателей, соответственно — увеличивалось. Так, до избирательной реформы 1832 года лишь 4,4 % взрослого населения страны обладало активным избирательным правом, а после её проведения таковых стало 7,5 %. Реформа 1867 года довела количество избирателей до 16,4 %, а после реформы 1885 года право голосовать было предоставлено всем собственникам земли или другой недвижимости с доходом не менее 10 фунтов и всем квартиронанимателям, что довело количество избирателей до 30 % от взрослого населения.

### В Соединённых Штатах Америки
До получения независимости, американские колонии сохраняли многие черты британского законодательства, но также и имели собственные уложения относительно выборов. Различные колонии выдвигали различные требования, но имущественный ценз был практически повсеместным. Так, на территориях южнее Нью-Йорка имущественный ценз выражался в наличии в собственности не менее 50 акров земли. Вплоть до 1771 года в Коннектикуте и Массачусетсе избиратель должен был предъявить определённое количество скота — быков, коров, лошадей. Среди других требований могли быть: доход от земельного участка в размере не менее 40 шиллингов в год за сдачу в аренду; быть домовладельцем (дом, сарай, 5 акров земли); стоимость недвижимости 40—50 фунтов стерлингов и другие.
После получения независимости и основания Соединённых Штатов, имущественный ценз был практически везде сохранён. В некоторых штатах, таких как Виргиния и Мэриленд, где первоначально было позволено голосовать всем свободным людям, вскоре были введены ограничения, отсекавшие от доступа к голосованию малообеспеченных людей. Отцы-основатели были уверены, что лишь обладающий землёй и собственностью гражданин может быть свободным и независимым в принятии решения, в то время как неимущими можно легко манипулировать. Для желавших не только избирать, но и быть избранными, вводился ещё более высокий имущественный ценз — так в конституции Джорджии было прописано, что депутатами могли избираться лишь те граждане штата, которые имели в собственности не менее 250 акров земли или имущество стоимостью не менее 250 фунтов.
В первое время после обретения независимости многие штаты выдвигали имущественный ценз, выраженный в количестве земли, находящейся в собственности избирателя (обычно не менее 50 акров). Со временем в законодательстве штатов стали появляться различные альтернативы землевладению — так к концу восемнадцатого века лишь 8 из 16 штатов требовало обязательное владение землёй. В конституции Южной Каролины 1790 года для избирателя требовалось быть фригольдером «пятисот акров и десять негров» или иметь недвижимость, оценённую в 150 фунтов стерлингов. Конституцией Коннектикута 1818 года для не занятых на военной службе требовалась уплата милицейской пошлины (англ. militia  duty). Нью-Йорк в 1821 году требовал для возможности голосовать уплату особого налога (англ. tax-paying  qualifications) или службу в государственной милиции или в пожарных ведомствах. К 1830 году лишь три штата из 24-х (Нью-Джерси, Род-Айленд и Теннесси) из 24-х имели безальтернативное требование собственности. В 1831 году конституция штата Делавэр отменила требования по владению собственностью на требования по уплаты налогов. В других штатах также преобладали подтверждения налоговых платежей. В Пенсильвании и Джорджии сыновья фригольдеров, хотя и не платили налоги вообще, имели специальную привилегию для голосования.
Начиная с 1810-х годов имущественные цензы понемногу отменялись: в Мэриленде и Южной Каролине — в 1810 году, в Массачусетсе — в 1821 году, в Нью-Йорке — в 1826 году. За счёт этого увеличивалось количество избирателей: так если в 1800 году избирательный корпус всех штатов составлял только 150 000 человек, то к 1830 году он вырос почти на порядок — до 1 250 000 человек, или до одного избирателя на каждые 10 жителей. К 1840 году в конституциях всех штатов, кроме трёх (Северная Каролина, Род-Айленд и Виргиния) имущественное требование к избирателю было отменено. В 1856 году Северная Каролина стала последним штатом, где требование к наличию собственности было отменено. Накануне Гражданской войны практически последний из экономических цензов — квалификация избирателей на основе подтверждения уплаты налога, всё ещё действовал в пяти штатах — Массачусетсе, Делавэре, Северной Каролине, Род-Айленде и Пенсильвании. В последние десятилетия XIX века первые три из перечисленных штатов отменили налоговую квалификацию в то время, как последние два штата сохраняли её вплоть до XX века.

### Во Франции
Во Франции избирательное право было впервые предоставлено гражданам страны после Великой французской революции. Согласно статье 7 части III Конституции 1791 года, избирательным правом наделялись: для жителей городов более 6000 жителей — налогоплательщики не менее чем 200-дневного минимального дохода в год или собственники недвижимости аналогичной стоимости, для жителей меньших городов или сельской местности — 150-дневнего минимального дохода в год или собственники недвижимости аналогичной стоимости. В результате, лишь 16 % взрослого населения страны получили право голоса. В 1795 году имущественный ценз был увеличен, а доля имевших право на участие в выборах снизилась до 8 %. В 1817 году имущественный ценз был установлен в размере 300 франков прямого налога, что резко сократило количество избирателей — до 0,3 % взрослого населения страны. После Июльской революция 1830 года имущественный ценз для пользования активным избирательным правом до 200 франков прямого налога. В результате революции 1848 года во Франции было провозглашено всеобщее избирательное право и был отменён имущественный ценз, но уже в 1850 году он был вновь введён. Лишь Конституционными законами 1875 года был окончательно отменён имущественный ценз для при выборах в Палату депутатов.

### В Российской империи
В Российской империи имущественный ценз применялся вплоть до революции 1917 года. По Грамоте на права, вольности и преимущества благородного российского дворянства императрицы Екатерины II от 1785 года, право участия в дворянских выборах предоставлялось дворянам, имевшим не менее 100 душ крепостных мужского пола.
После отмены крепостного права в 1861 году вместо имущественного ценза для дворянства был установлен земельный ценз, примерно равняющийся 100 крестьянским наделам. Согласно Положениям о губернских и уездных земских учреждениях от 1864 и от 1890 годов, имущественный ценз также сохранялся, хотя количество требуемой для участия в выборах земли сокращалось, что было вызвано повышением её стоимости.
Согласно Положению о выборах в Государственную думу от 6 августа 1905 года, самый высокий имущественный ценз был для первого разряда курии уездных землевладельцев определялся имущественный ценз на обладание в уезде землёй в размере от 100 до 800 десятин (в зависимости от местности) или недвижимым имуществом, стоимостью не менее 15 000 рублей. Для второго разряда курии было достаточно 1/10 ценза первого разряда этой курии. Согласно указу об изменении Положения о выборах в Государственную Думу от 11 декабря 1905 года круг избирателей от землевладельцев расширился, но избирательный ценз сохранился. Избирательное право было предоставлено н не только собственникам, но и управляющим и арендаторам имений, настоятелям тех церквей и молитвенных домов всех вероисповеданий, которые владели землёй в уезде, и владеющим не менее года любым количеством земли или иного недвижимого имущества (кроме торгово-промышленного), уплачивавших земские сборы.
Первоначально в Положении о выборах в Государственную Думу от 6 августа 1905 года предусматривался достаточно высокий имущественный ценз для курии городских избирателей — обладание недвижимым имуществом на сумму не менее 1 500 рублей, владение торговым предприятием первого или второго разряда или промышленным предприятием одного из первых пяти разрядов. После указа об от 11 декабря 1905 года ценз существенно снижен — активное выборное право было предоставлено всем владеющим недвижимым имуществом, либо любым торгово-промышленным предприятием, либо уплачивающим государственный квартирный и промысловый налог, либо снимающим отдельную квартиру, либо получающим содержание или пенсию по государственной службе государственной или по службе в земских, городских, сословных учреждениях или на железных дорогах. В куриях рабочих и крестьян имущественный ценз не предусматривался. Общее количество граждан, обладавших правом голоса, в Российской империи до 1917 года составляло около 15 %, а для столичных городов — около 20 %.

### В других странах
Согласно вышедшему в 1890—1907 годах Энциклопедическому словарю Брокгауза и Ефрона, на момент выхода VII (1892) тома имущественный ценз, как условие активного избирательного права, существовал в Австрии, Бельгии, Нидерландах, Испании, Португалии, Пруссии, Швеции и Норвегии. Вплоть до XIX века имущественный ценз был в ходу во многих германских государствах. Например, в Баварии избирательным законом от 4 июня 1848 года правом избрания обладали только плательщики прямых налогов.

## Мнение об имущественном цензе

### В поддержку имущественного ценза
...полностью лишённый собственности [гражданин], слишком мало знаком с государственными делами, чтобы сформировать правильное мнение. Если вы дадите каждому неимущему человеку голос, не будет ли это фундаментальное право провоцировать коррупцию? Такова моральная слабость человеческой натуры, что лишь немногие из не имеющих собственности людей могут формировать суждения самостоятельно. Они говорят и голосуют так, как им скажут люди, обладающие состоянием, [и] формирующие мнение бедняков в своих интересах.
Джон Адамс, второй президент США

### Против имущественного ценза
— ...если кормчих на кораблях назначать согласно имущественному цензу, а бедняка, будь он и больше способен к управлению кораблем, не допускать...
– Никуда бы не годилось такое кораблевождение!
Платон, древнегреческий философ IV век до н. э.
Я стремлюсь отменить эти законы [об имущественном цензе] скорее из-за их порочности в принципе, чем из-за того, что они приводят к очень пагубным последствиям.
Уильям Моулсворт, 8-й баронет, британский лорд и политик, 1837